# Ratpenat cuacurt d'Allen
El ratpenat cuacurt d'Allen (Carollia castanea) és una espècie de Sud-amèrica i Centreamèrica.